# Wola Uhruska (gemeente)
De gemeente Wola Uhruska is een landgemeente in het Poolse woiwodschap Lublin, in powiat Włodawski.
De zetel van de gemeente is in Wola Uhruska.
Op 30 juni 2004 telde de gemeente 4223 inwoners.

## Oppervlakte gegevens
In 2002 bedroeg de totale oppervlakte van gemeente Wola Uhruska 150,86 km², waarvan:
- agrarisch gebied: 49%
- bossen: 38%

De gemeente beslaat 12,01% van de totale oppervlakte van de powiat.

## Demografie
Stand op 30 juni 2004:
| Omschrijving                   | Totaal | Totaal | Vrouwen | Vrouwen | Mannen | Mannen |
| ------------------------------ | ------ | ------ | ------- | ------- | ------ | ------ |
| eenheid                        | aantal | %      | aantal  | %       | aantal | %      |
| inwoners                       | 4223   | 100    | 2156    | 51,1    | 2067   | 48,9   |
| bevolkingsdichtheid (inw./km²) | 28     | 28     | 14,3    | 14,3    | 13,7   | 13,7   |

In 2002 bedroeg het gemiddelde inkomen per inwoner 1366,57 zł.

## Administratieve plaatsen (sołectwo)
Bytyń, Józefów, Kosyń, Macoszyn Duży, Majdan Stuleński, Mszanka, Mszanna, Mszanna-Kolonia, Piaski, Potoki, Siedliszcze, Stanisławów, Stulno, Uhrusk, Wola Uhruska, Zbereże.

## Overige plaatsen
Folwark, Huta, Łan, Małoziemce, Nadbużanka, Piaski Uhruskie, Przymiarki, Sołtysy, Stara Wieś, Stare Stulno, Zagóra, Zagrzędy, Zastawie.

## Aangrenzende gemeenten
Hańsk, Ruda-Huta, Sawin, Włodawa. De gemeente grenst aan Oekraïne.